# Ребро Адама (фильм, 1958)
«Ребро Адама» (болг. Ребро Адамово) — болгарский чёрно-белый художественный фильм, снятый режиссёром Антоном Мариновичем в 1958 году.

## Сюжет
Молодая болгарская мусульманка Зюлькер хочет учиться и стать учителем. Её отец однако решает выдать её замуж. После свадьбы Зюлькер убегает в город. Там она начинает работать в общежитиях, помогает врачу в поликлинике. Муж, разыскав её, забирает обратно в село. Он бьет и всячески унижает Зюлькер. В результате она преждевременно рожает ребёнка, берёт его и поступает в мусульманскую городскую школу в Пловдиве. Зюлькер приходится преодолеть множество трудностей. Молодая женщина встречает в городе своего первого учителя Стефанова. Молодые люди влюбляются. С его помощью Зюлькер успешно оканчивает учёбу и решает вернуться в родную деревню учителем. Стефанов следует за ней и предлагает выйти за него…

## В ролях
- Эмилия Радева — Зюлькер
- Любомир Кабакчиев — Стефанов
- Георгий Попов — Адам
- Никола Попов — директор
- Гинка Станчева — Хатидже
- Иван Братанов — Сулейман
- Елена Хранова — мать Сулеймана
- Георгий Калоянчев — шахтёр
- Димитрина Савова — Айша
- Димитр Пешев — шахтёр
- Христо Динев
- Никола Дадов

## Съёмочная группа
- Режиссёр: Антон Маринович
- Сценарист: Анжел Вагенштайн
- Оператор: Эмил Рашев
- Композитор: Константин Илиев
- Художник: Златка Дыбова, Ана Левичарова
- Костюмы: Пепа Мисиркова
- Звукооператор: Евгений Ганчев
- Монтаж: Ана Манолова-Пипева
- Директор: Христо Цоликов

## Награды
- Димитровская премия за лучшую женскую роль актрисе Эмилии Радевой (1959).